# Bloomage International Kunming Tennis Open 2018
Il Bloomage International Kunming Tennis Open 2018 è stato un torneo di tennis femminile giocato sui campi in terra rossa all'aperto. È stata la 1ª edizione del torneo, che fa parte del WTA Challenger Tour 2018. Il torneo si è giocato al Anning Hot Springs Tennis Center di Anning in Cina dal 28 aprile al 5 maggio 2018.

## Partecipanti

### Teste di serie
| Nazionalità | Giocatrice       | Ranking* | Testa di serie |
| ----------- | ---------------- | -------- | -------------- |
| Cina        | Peng Shuai       | 42       | 1              |
| Cina        | Wang Yafan       | 86       | 2              |
| Belgio      | Yanina Wickmayer | 98       | 3              |
| Cina        | Zheng Saisai     | 124      | 4              |
| Slovenia    | Dalila Jakupovič | 130      | 5              |
| Canada      | Carol Zhao       | 138      | 6              |
| Cina        | Han Xinyun       | 150      | 7              |
| Cina        | Liu Fangzhou     | 179      | 8              |

* Ranking al 21 aprile 2018.

### Altre partecipanti
Le seguenti giocatrici hanno ricevuto una wild card:
- Peng Shuai
- Yang Zhaoxuan
- Jiang Xinyu
- Zheng Wushuang
- Tang Qianhui

Le seguenti giocatrici sono passate dalle qualificazioni:
- Aleksandrina Naydenova
- Nagi Hanatani
- Nika Kukharchuk
- Natalija Kostić

## Punti e montepremi
| Torneo              | Torneo              | V      | F      | SF    | QF    | 2T    | 1T    | Q | Q2  | Q1  |
| Singolare femminile | Punti               | 160    | 95     | 57    | 29    | 15    | 1     | 6 | 4   | 1   |
| Singolare femminile | Premi in denaro ($) | 20,000 | 11,000 | 6,000 | 4,000 | 2,000 | 1,050 | – | 600 | 400 |
| Doppio femminile    | Punti               | 160    | 95     | 57    | 29    | -     | 1     | – | –   | –   |
| Doppio femminile    | Premi in denaro ($) | 5,500  | 2,700  | 1,400 | 750   | -     | 450   | – | –   | –   |

## Campionesse

### Singolare
Irina Khromacheva ha conquistato il titolo battendo in finale  Zheng Saisai con il punteggio di 3-6, 6-4, 7-6(5).

### Doppio
Dalila Jakupovic / Irina Khromacheva hanno sconfitto in finale  Guo Hanyu /  Sun Xuliu col punteggio di 6-1, 6-1.